# بوزور
بوزور شهری در استان بورگاس کشور بلغارستان است که جمعیت آن در سال ۲۰۰۱ میلادی ۲٬۰۳۳ نفر بوده‌است.